# Damián Rodríguez Sousa
Damián Rodríguez Sousa (nascut el 17 de març de 2003) és un futbolista professional gallec que juga com a migcampista central del RC Celta de Vigo.

## Carrera
Nascut a Ponteareas, Pontevedra, Galícia, Rodríguez és llicenciat juvenil del RC Celta de Vigo. Va debutar sènior amb el filial el 9 de maig de 2021, en un partit contra el Burgos CF a Segona Divisió B.
Després d'acabar la seva formació, Rodríguez va jugar amb els B a Primera Federació i amb l'equip C a Tercera Federació durant la temporada 2022-23. Va marcar el seu primer gol amb el filial el 4 de desembre de 2022, en un empat 2-2 contra l'Algeciras CF.
El 17 de març de 2024, Rodríguez va debutar amb el seu primer equip i la Lliga, substituint el seu company també provinent del filial Hugo Álvarez a la segona part en una victòria a casa per 2-1 contra el Sevilla FC.